# درسو أوزالا (فلم)
درسو أوزالا (بالإنجليزية: Dersu Uzala) هو فيلم مغامرة تم إنتاجه في اليابان وصدر في سنة 1975. الفيلم من إخراج وكتابة أكيرا كوروساوا.

## الميزانية والإيرادات
بلغت تكلفة إنتاج الفيلم حوالي 4,000,000 (est.) دولار.

### ترشيحات وجوائز
| السنة | الحدث  | الفئة           | النتيجة  |
| ----- | ------ | --------------- | -------- |
|       | أوسكار | أفضل فيلم أجنبي | فـــــوز |

## وصلات خارجية
- مقالات تستعمل روابط فنية بلا صلة مع ويكي بيانات